# 长津江
长津江是朝鲜民主主义人民共和国的一条河流，为鸭绿江支流。长津江位于咸镜南道盖马高原西南部。源于狼林山脉南部，自南向北流。长261公里，流域面积6976平方公里。建有长津江發電所形成了长津湖。

## 历史
1925年6月日窒康采恩获得了朝鲜盖马高原上长津江与赴战江的水电开发权。1926年1月27日，日窒康采恩全资设立朝鮮水電株式会社，1927年5月设立朝鲜氮肥株式会社。。1932年建成赴戰江梯级水电站后，1933年，成立长津江水电株式会社，资本金2000万日元，野口遵就任社长，久保田豊出任董事兼设计建造总指挥。1933年开始建造长津江蓄水池（长津湖）水坝，1934年建成总体积56.5万立方米、高55米、顶长700多米的拦河重力坝，形成了长津湖水库，海拔约1060米、面积54.2平方公里、库容量超过1.6亿立方米（另说3.8亿立方米）。从1936年到1938年建造了一条由长津湖东南湖畔的“泗水”向东南方向的23600米长引水隧道，穿过赴战岭山脉分水岭，流入城川江支流黑抹川。引水隧道沿途修建了4座引水式梯级水电站。总装机32.7万千瓦。发电设备全部都由芝浦电器株式会社研制。同时建设一条从长津江经平壤到汉城的400公里154千伏高压输电线。1937年开始开发虚川江水电项目。长津江下游建有狼林湖发电所，形成的狼林湖（也称“第二长津湖”）湖面海拔约970米，形成1库3级梯级水电开发，总装机容量22万千瓦。